# Brigade d'infanterie parachutiste (Espagne)
La brigade d'infanterie légère parachutiste (Brigada de infantería ligera paracaidista nr. 6 Almogávares ou BRIPAC) est une grande unité militaire de l'armée de terre espagnole (environ 3 000 h). Elle fait partie, depuis la réforme de 2006, de la composante "force légère" de la force terrestre.

## Présentation
Elle comporte trois unités de la taille d'un bataillon d'infanterie, mais un seul (le 3e) a vocation être parachutée. Les autres sont des unités aérotransportables et d'assaut par air. Les unités d'appui, de l'artillerie et du génie sont aussi parachutistes.
La brigade est stationnée dans les garnisons de Murcie, et Paracuellos del Jarama (Madrid) et sa devise est Per áspera ad astra.
Sa vocation est d'être employée en arrière des lignes ennemies après une mise en place par moyens aériens.

## Matériel

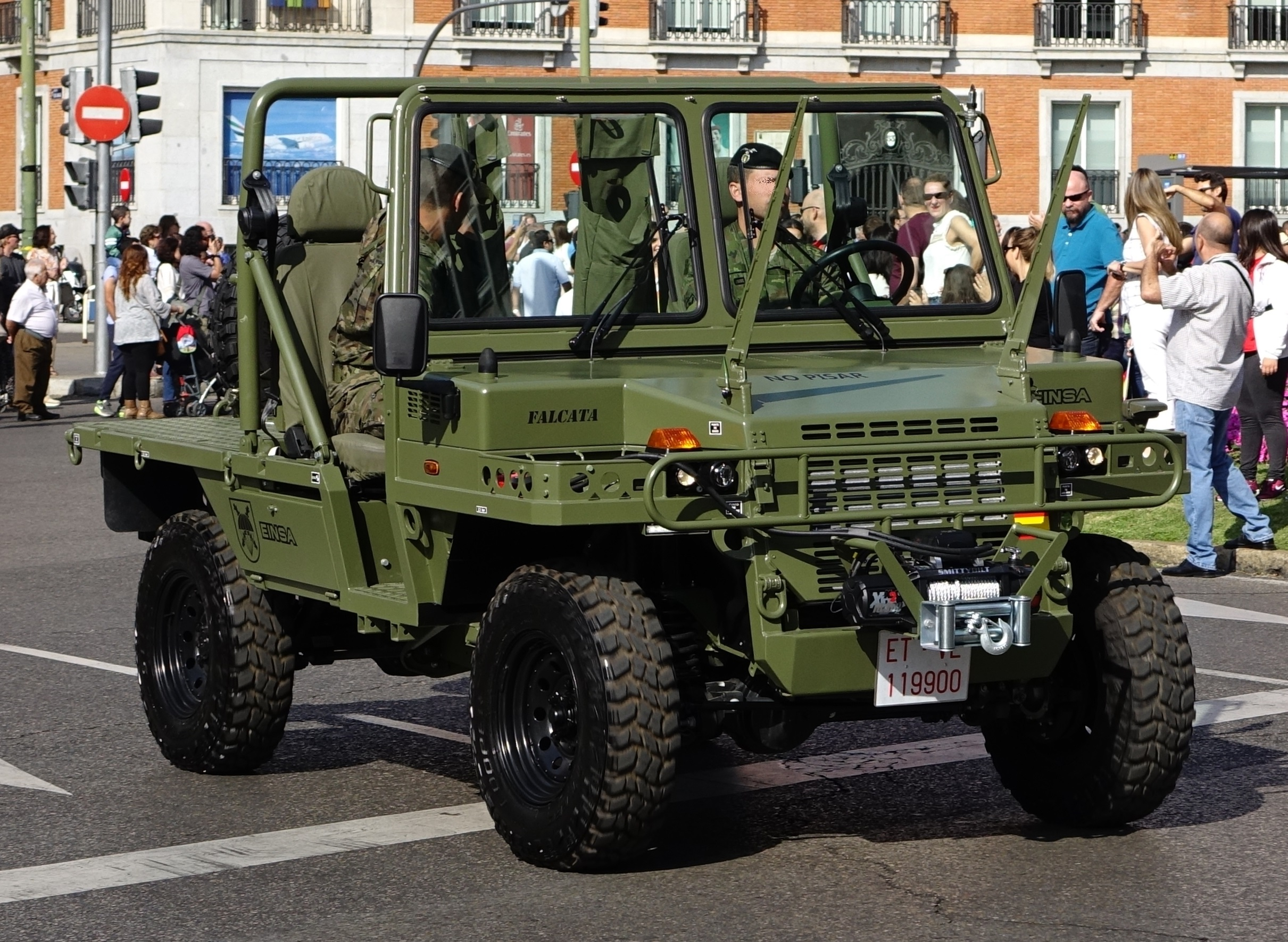
Véhicule tout terrain léger non-blindé Falcata, en service dans la BRIPAC

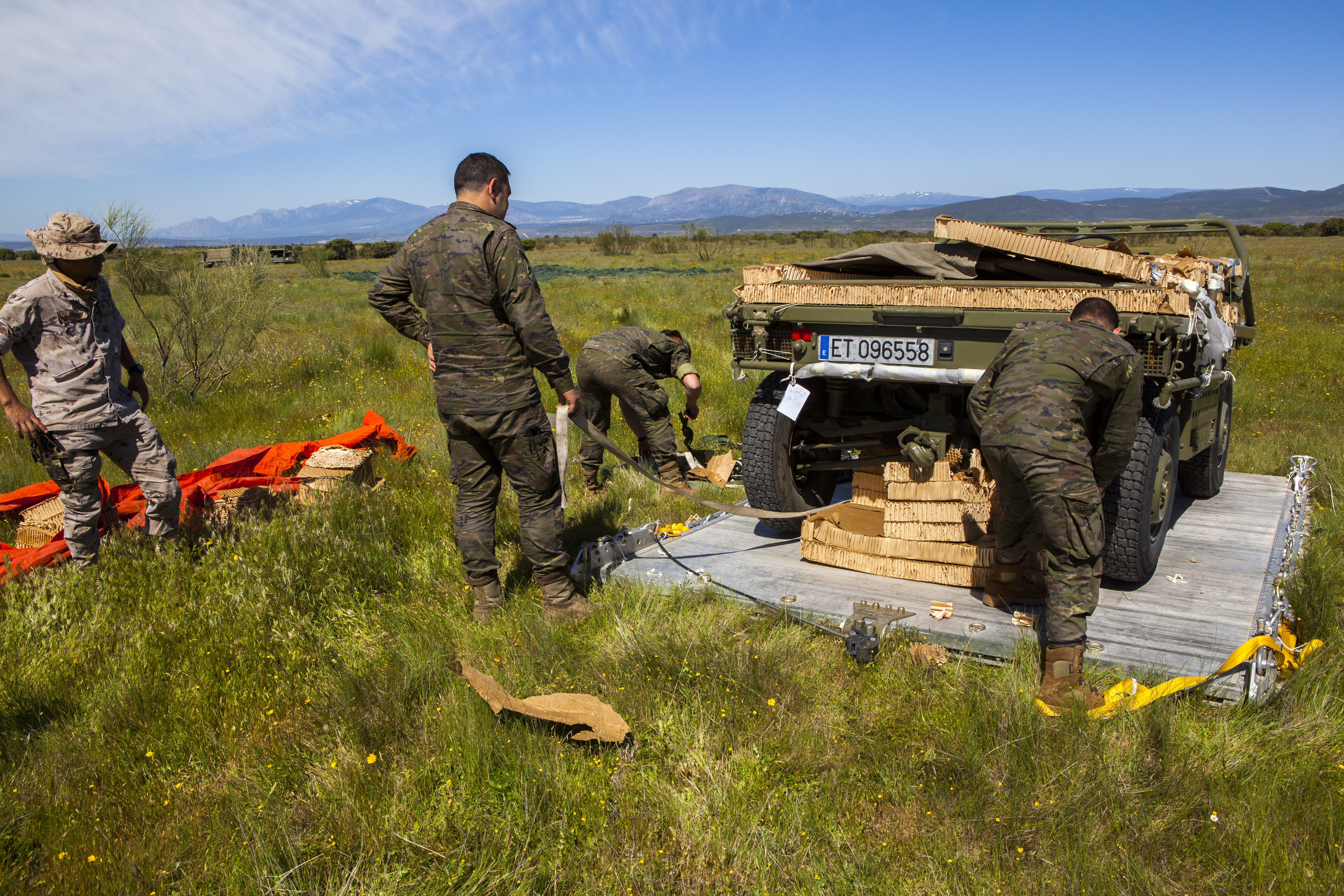
Quatripole Q-150D de la BRIPAC après un lancement en parachute

Elle utilise des moyens légers tels que le véhicule de transport URO VAMTAC, le canon de 105 mm Canon léger L118, ou les missiles missiles TOW, Milan ou Mistral. Elle utilise également le véhicule tout terrain léger non-blindé EINSA Falcata (sauterelle), aérotransportable et aérolargable, à une trentaine d'exemplaires.
Elle utilise également 20 autres véhicules légers Quatripole Q-150D de l'entreprise Quatripole basé sur le modèle SPA Fox 15.D..

## Ancien matériel

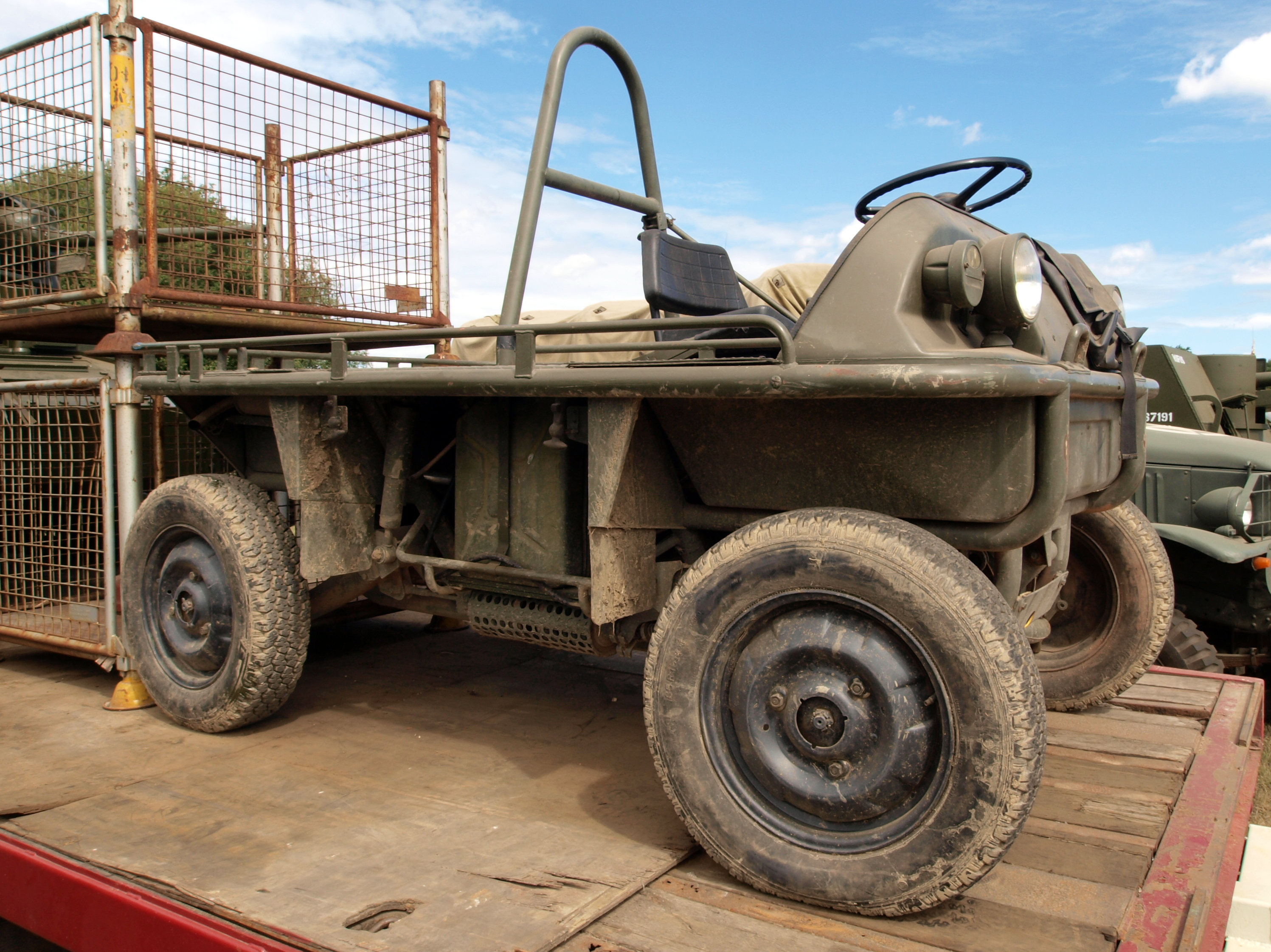
Fardier Lohr

De 1995 à 2001, la BRIPAC a mis en œuvre le Fardier Lohr sous le nom de Mula Mecanica HOLMAN L-501-D, remplacé ensuite par le SPA FOX.

## Liens et réferences externes
- (es) Page web de la brigade sur le site de l'armée de terre